# Novo Selo (okręg niszawski)
Novo Selo (cyr. Ново Село) – wieś w Serbii, w okręgu niszawskim, w gminie Gadžin Han. W 2011 roku liczyła 25 mieszkańców.